# ناتلی (نیوجرسی)
ناتلی (به انگلیسی: Nutley) شهری در ایالت نیوجرسی کشور ایالات متحده آمریکا است که جمعیت آن در سرشماری سال ۲۰۱۰ میلادی، ۲۸٬۳۷۰ نفر بوده‌است.